# Günther Smend

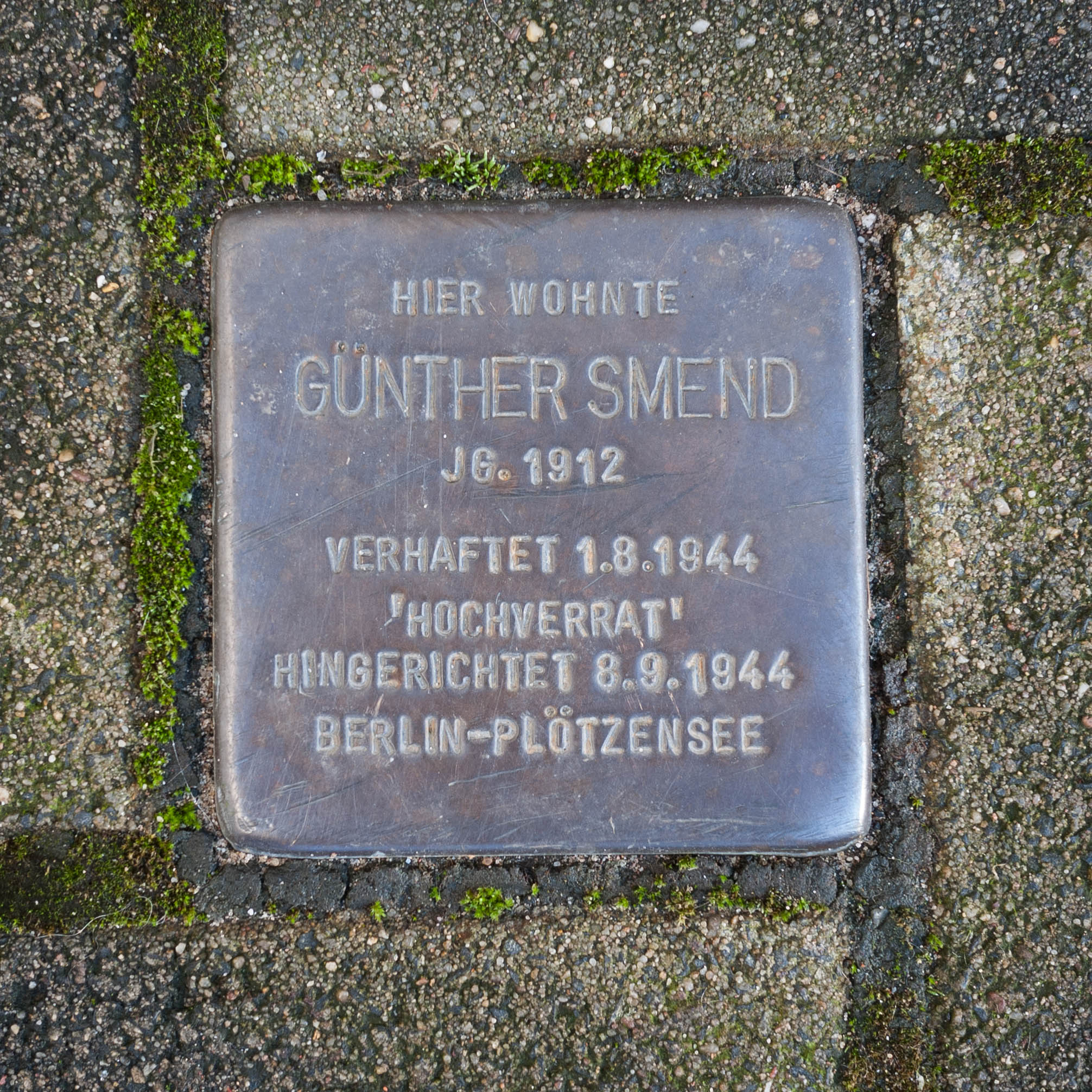
Placa con su nombre cerca de donde vivió en su infancia.

Günther Smend (29 de noviembre de 1912-8 de septiembre de 1944) fue un oficial del Ejército alemán y miembro de la resistencia involucrado en el complot del 20 de julio para asesinar a Adolf Hitler.

## Biografía
Günther Smend nació en Trier, hijo del Capitán Julius Smend. Después de ser herido en batalla, su padre ocupó un puesto en el Ministerio de Guerra en Berlín. Ahí, entre 1921 y 1924, Günther Smend fue al Gymnasium de Berlín-Friedenau. Finalmente, la familia se trasladó a Mülheim an der Ruhr por motivos de trabajo. 
Günther Smend se unió al ejército como oficial cadete en 1932, y fue desplegado junto a su unidad, el Regimiento de Infantería N.º 18, en Francia y en el frente oriental tras el estallido de la Segunda Guerra Mundial. En diciembre de 1942, Smend fue destinado al Estado Mayor General, y para junio de 1943 era adjunto del Jefe del Ejército del Estado Mayor, el Coronel General Kurt Zeitzler. Era teniente coronel en el Estado Mayor, merecedor de la Cruz de Hierro, de primera y segunda clases. Recibió la Cruz Alemana en oro el 22 de noviembre de 1941.
Smend empezó a trabajar conjuntamente con la oposición militar contra Hitler. Compartía la preocupación de los conspiradores de que la guerra acabara en derrota por la incompetencia de Hitler. Intentó conseguir la participación de su superior Zeitzler en el complot, en vano. Tras el fallido intento de asesinar a Hitler con una maletín bomba en la Guarida del Lobo en Prusia Oriental el 20 de julio de 1944, Günther Smend fue arrestado el 1 de agosto de 1944 como consecuencia de su fracasado intento de ganarse el apoyo de Zeitzler. El 30 de agosto de 1944 fue sentenciado a muerte por el Volksgerichtshof, presidido por Roland Freisler, como accesorio, y el 8 de septiembre de 1944 fue colgado en la prisión de Plötzensee en Berlín.
En marzo de 1939, se casó con Renate von Cossel, a quien había conocido en un baile antes de la guerra. Tuvieron tres hijos, a pesar de las prolongadas separaciones debido al servicio en tiempos de guerra: Henriette, Rudolf y Axel.